# Cultura delle catacombe

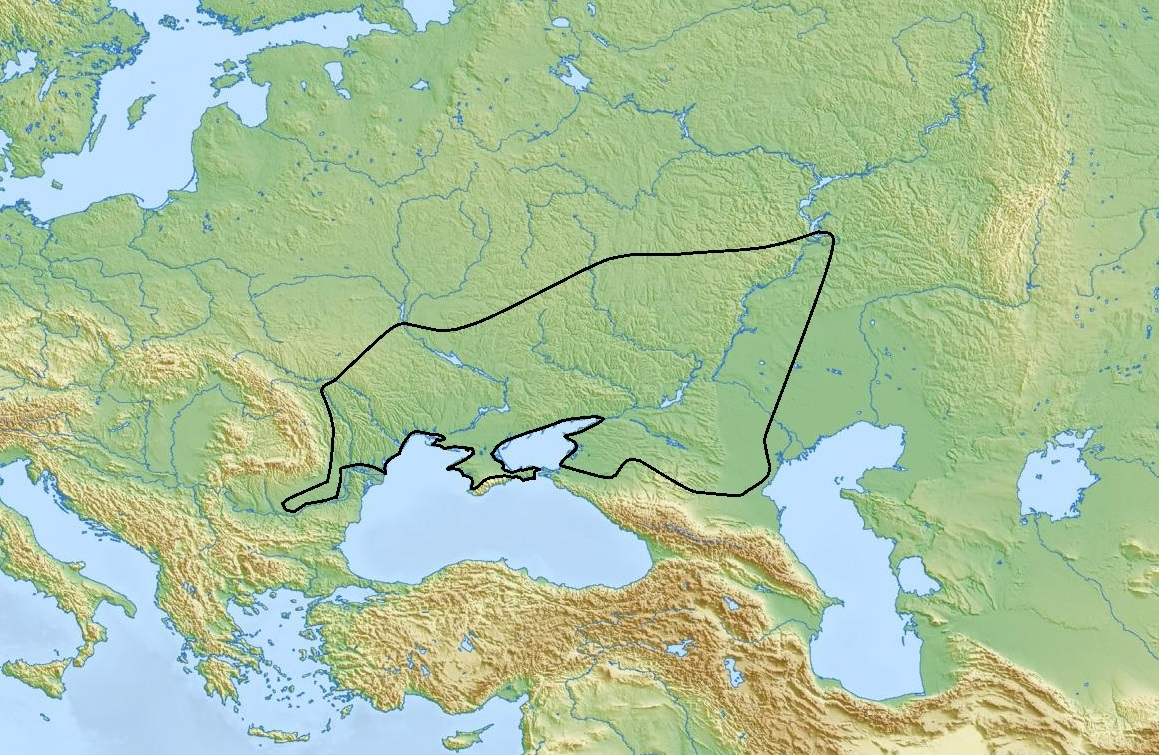
Estensione della cultura delle catacombe

La cultura delle catacombe o cultura della catacomba, 2800-2200 a.C. circa, viene riferita alla prima fase della cultura dell'età del bronzo occupando essenzialmente ciò che al giorno d'oggi è l'Ucraina. Viene relazionata altresì alla cultura di Jamna, e sembrerebbe più di un termine areale tanto da potersi riferire a molte più piccole culture archeologiche imparentate.

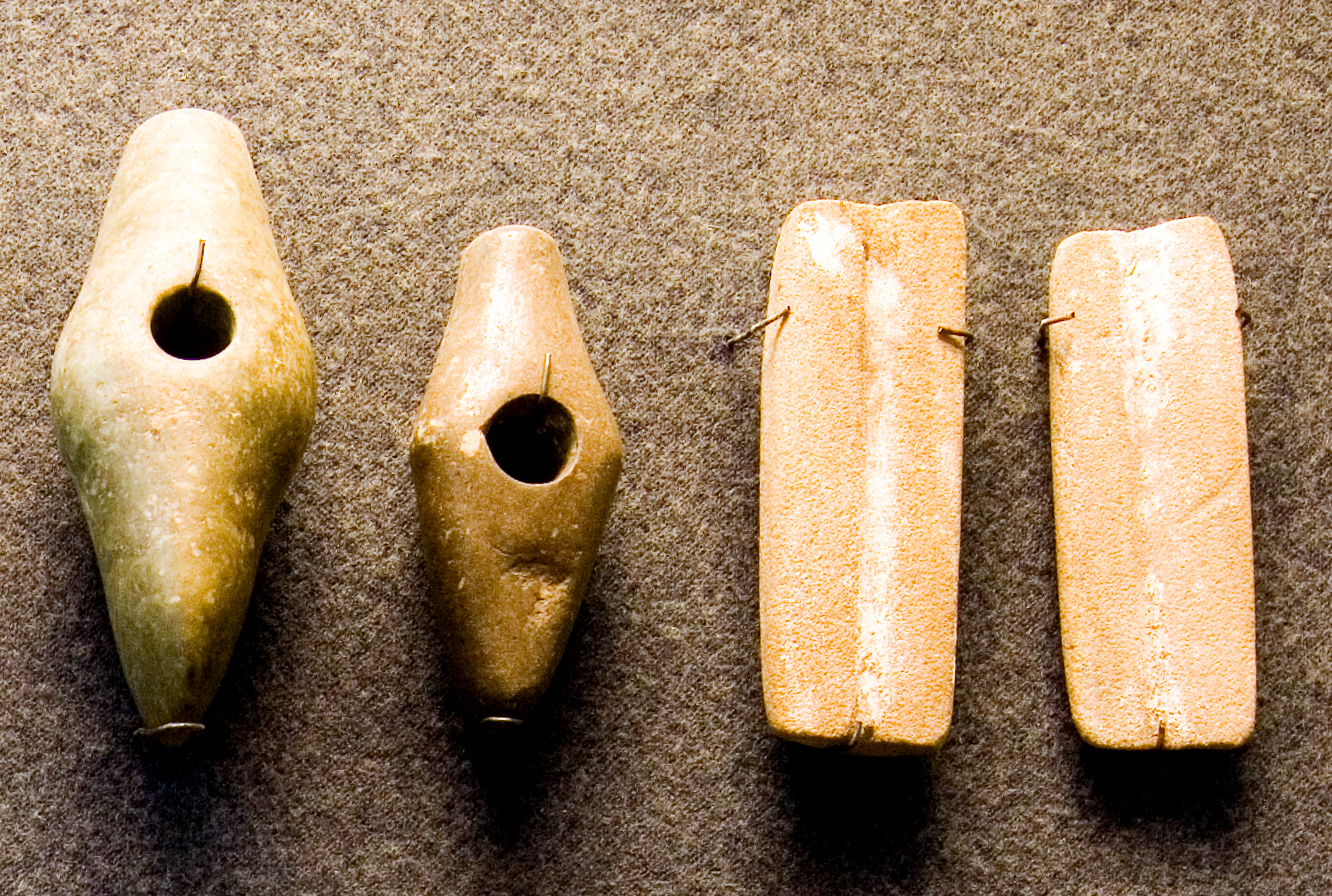
Manufatti

## Economia e riti funerari
Il nome viene dalle pratiche di sepoltura. Queste sono simili al quelle della cultura di Jamna, ma con uno spazio incavato che va verso l'esterno del cunicolo principale, creando così la 'catacomba'. I resti animali venivano incorporati in una piccola minoranza di tombe.
In alcune era in uso la pratica distintiva di modellare una maschera d'argilla sopra la faccia del cadavere, creando un'ovvia, se non necessariamente esatta, associazione con la famosa maschera funeraria d'oro di Agamennone.

L'economia era essenzialmente basata sull'allevamento del bestiame, sebbene siano state trovate anche tracce di cereali. In questa cultura sembra ci siano stati abili specialisti, particolarmente i forgiatori di metalli.

## Origine e fine
L'origine della cultura delle catacombe è ancora oggetto di disputa. Jan Lichardus enumera tre possibilità:
- uno sviluppo locale che parte soltanto dalla precedente cultura di Jamna
- una migrazione dal Centro Europa o
- un'origine orientale.

La cultura introdusse per prima nelle steppe la ceramica decorata con motivi a corde e mostra un uso copioso della lucente ascia da battaglia, pratiche che forniscono un collegamento con l'Occidente. Paralleli con la cultura di Afanasevo, incluse le deformazioni craniali provocate, forniscono invece un collegamento con l'Oriente.
La cultura delle catacombe fu soppiantata da quella di Srubna (che usava tombe in legno) fin dal XVII secolo ca., associata con l'espansione di un idioma iraniano o con i Cimmeri, variamente classificati come iraniani, traci o (in passato) Celti.

## Lingua
La composizione linguistica della cultura delle catacombe non è chiara. Dentro il contesto della teoria kurganica esposta da Marija Gimbutas, una componente indoeuropea è difficile da negare, particolarmente nella fase finale. Qui si è tentato di spiegare chiaramente certe caratteristiche comuni accostando gli antenati del greco, armeno e delle lingue paleobalcaniche.
Più recentemente, l'archeologo ucraino V. Kulbaka ha argomentato che le tarde culture di Jamna del 3200-2800 a.C. ca., spec. la Budzhak, Starosilsk, e i gruppi Novotitarovka, possano rappresentare gli antenati del gruppo greco-armeno-ariano, e la cultura delle catacombe quella degli "unificati" (verso il 2500 a.C. ca.) e allora "differenziati" indo-iraniani.
La versione di Grigoryev (1998) sull'ipotesi armena connette la cultura delle catacombe con gli indo-arii, poiché il rituale della sepoltura catacombale ebbe radici nel Turkmenistan sud-occidentale fin dai primi del IV millennio (cimitero di Parkhai).

## Manufatti
|  |  |  |  |